# The Despatch Bearer; or, Through the Enemy's Lines
The Despatch Bearer; or, Through the Enemy's Lines è un cortometraggio muto del 1907 diretto da Albert E. Smith. Prodotto dalla Vitagraph, è l'ottavo film interpretato da Florence Lawrence.

## Trama
Una donna sostituisce il suo innamorato ferito in una missione di spionaggio.

## Produzione
Il film fu prodotto dalla Vitagraph Company of America.

## Distribuzione
Distribuito dalla Vitagraph, il film - un cortometraggio di otto minuti  conosciuto anche con il titolo breve The Despatch Bearer - uscì nelle sale statunitensi il 23 novembre 1907.